# Germaria violaceiventris
Germaria violaceiventris là một loài ruồi trong họ Tachinidae.